# 肯伍德莊園 (佛羅里達州)
肯伍德莊園（英語：Kenwood Estates）是位於美國佛羅里達州棕櫚灘縣的一個人口普查指定地區。

## 地理
肯伍德莊園的座標為26°37′40″N 80°06′53″W / 26.62778°N 80.11472°W，而該地最高點為海拔高度5米（即16英尺）。

## 人口
根據2010年美國人口普查的數據，肯伍德莊園的面積為0.49平方千米，當中陸地面積為0.49平方千米，而水域面積為0.00平方千米。當地共有人口1283人，而人口密度為每平方千米2,618人。